# Тысяча слов
«Тысяча слов» (англ. A Thousand Words) — американская комедийная драма 2012 года. Режиссёр Брайан Роббинс и исполнитель главной роли Эдди Мёрфи уже работали вместе при съёмках фильма «Уловки Норбита».

## Сюжет
Книжный агент Джек Макколл может уговорить любого. Однажды он нарывается на доктора Синджу, современного гуру. Вместо того, чтобы убедить его подписать контракт, он становится обладателем Дерева Бодхи. С каждым сказанным словом листья падают со священного дерева, и мистер Макколл знает, что ему осталось сказать только 1000 слов, а когда упадёт последний лист — он умрёт.

## В ролях
- Эдди Мерфи — Джек Макколл
- Клифф Кертис — Доктор Синджа
- Кларк Дьюк — Аарон
- Керри Вашингтон — Каролин Макколл
- Эллисон Дженни — Саманта Дэвис

## Производство
Фильм снимался в конце весны и летом 2008 года с предполагаемой датой релиза в первой половине 2009 года. Однако после разрыва отношений осенью 2008 года между Paramount Pictures и DreamWorks он на два с половиной года лёг на полку. В начале 2011 года были предприняты пересъёмки, после которых «Тысяча слов», наконец, обрела дату премьеры в январе 2012 года. Однако после ухода Эдди Мерфи с поста ведущего премии «Оскар», релиз был снова перенесён сначала на апрель, а затем на 9 марта 2012 года.

## Отзывы
Фильм получил крайне негативные отзывы. На сайте Rotten Tomatoes получил рейтинг 0 %.